# Iosif Bielski
Iosif Aleksandrowicz Bielski (ros. Иосиф Александрович Бельский, ur. 21 września?/4 października 1903 w Łoszczycy (obecnie część Mińska), zm. 25 czerwca 1966 w Mińsku) – radziecki działacz partyjny i organizator ruchu partyzanckiego, Bohater Związku Radzieckiego (1944).

## Życiorys
Urodził się w białoruskiej rodzinie chłopskiej. Po ukończeniu szkoły pracował na kolei w Mińsku, w 1921 został członkiem wiejskiego komitetu wojskowo-rewolucyjnego w Siennicy, a w 1923 przewodniczącym rady wiejskiej, od 1929 należał do WKP(b) i kierował Wydziałem Informacyjnym Komitetu Okręgowego Komunistycznej Partii (bolszewików) Białoruski w Mińsku. Później kierował Wydziałem Kadr Oktiabrskiego Komitetu Rejonowego KP(b)B w Mińsku, potem do 1937 Wydziałem Przemysłowo-Transportowym Komitetu Miejskiego KP(b)B w Mińsku, 1937–1941 studiował w Moskiewskiej Akademii Przemysłowej, po ukończeniu której wrócił do Mińska i został tam III sekretarzem Komitetu Obwodowego KP(b)B. Po ataku Niemiec na ZSRR wykonywał zadanie ewakuacji przedsiębiorstw i instytucji z Mińska, od 7 lipca 1941 do 16 listopada 1942 był sekretarzem Komitetu Obwodowego KP(b)B w Mińsku, brał udział w organizowaniu ruchu partyzanckiego; już latem 1941 w południowej części obwodu działało 5 oddziałów i 4 grupy partyzanckie. Działacze partyjni przy aktywnym udziale Bielskiego założyli 63 organizacje partyjne w oddziałach partyzanckich obwodu mińskiego i poleskiego. Od końca sierpnia Komitet Obwodowy KP(b)B działał w rejonie Jeziora Czerwonego, gdzie Bielski wraz z dowódcami oddziałów i kierownikami podziemia zajmowali się zagadnieniami konspiracyjnymi: ustalaniem pseudonimów, wyrabianiem fałszywych dokumentów, opanowywaniem języka, ustalaniem miejsc spotkań i umownymi sygnałami. Wkrótce baza komitetu została przeniesiona do rejonu lubańskiego, gdzie w marcu 1942 zostało utworzone zgrupowanie partyzanckie, którego dowódcą został Wasilij Kozłow, zastępcą dowódcy ds. operacyjnych Roman Maczulski, a zastępcą dowódcy ds. pracy partyjnej i komsomolskiej – Bielski, który zajmował się uzbrajaniem partyzantów. Gdy na początku maja 1943 Maczulski wyjechał na leczenie do Moskwy, dowódcą zgrupowania został (do lipca 1944) Bielski, który otrzymał stopień pułkownika. Pod jego dowództwem partyzanci przeprowadzili wiele akcji kolejowych wymierzonych w transporty przeciwnika. W styczniu 1944 udało się nawiązać stałą łączność z 1 Frontem Białoruskim i sztabami 65 Armii i 61 Armii. W czerwcu 1944 partyzanci Bielskiego zajęli Starobin, Krasną Słobodę, Kopyl, Uzdę i Rudzieńsk, później dołączyli do regularnej Armii Czerwonej i wzięli udział w wyzwoleniu Mińska i obwodu mińskiego. Od 1944 do listopada 1948 Bielski był sekretarzem Komitetu Miejskiego KP(b)B w Mińsku, od listopada 1948 do stycznia 1958 przewodniczącym Białoruskiej Republikańskiej Rady Związków Zawodowych, od 23 września 1952 do 17 lutego 1960 członkiem KC KP(b)B/KPB, a od 14 kwietnia 1949 do 28 marca 1955 przewodniczącym Rady Najwyższej Białoruskiej SRR. Jego imieniem nazwano ulicę i szkołę średnią w Mińsku.

## Odznaczenia
- Złota Gwiazda Bohatera Związku Radzieckiego (15 sierpnia 1944)
- Order Lenina (15 sierpnia 1944)
- Order Czerwonego Sztandaru
- Order Czerwonego Sztandaru Pracy
- Medal „Partyzantowi Wojny Ojczyźnianej” II klasy
- Medal „Za zwycięstwo nad Niemcami w Wielkiej Wojnie Ojczyźnianej 1941–1945”
- Medal „Za ofiarną pracę w Wielkiej Wojnie Ojczyźnianej 1941–1945”